# Ageratina riparia
Ageratina riparia  es una especie de planta con flor perteneciente a la familia   Asteraceae. Es originaria de México.

## Descripción
A.riparia es una planta perenne de origen mexicano, similar a Ageratina adenophora, pero con pelos sencillos sin glándulas. Las hojas son más estrechas y tienen forma lanceolada. Los capítulos miden de 4-5 mm de ancho. 

## Taxonomía
Ageratina riparia fue descrita por (Regel) R.M.King & H.Rob.   y publicado en Phytologia 19(4): 216. 1970.
Etimología
Ageratina: nombre genérico que deriva de la  palabra  griega: ageratos o ageraton que significa "que no envejece", en alusión a las flores que conservan su color por mucho tiempo.
riparia: epíteto que significa que crece en las orillas de un curso de agua, haciendo referencia al hábitat de la planta.
Sinonimia
- Eupatorium riparium[3]
- Ageratina ventillana (Cuatrec.) R.M.King & H.Rob.
- Eupatorium harrisii Urb.
- Eupatorium ventillanum Cuatrec.[4]

## Como especie invasora
Fuera de su distribución natural, Ageratina riparia puede convertirse en especie invasora. Debido a su potencial colonizador y constituir una amenaza grave para las especies autóctonas, los hábitats o los ecosistemas, esta especie ha sido incluida en el Catálogo Español de Especies Exóticas Invasoras, regulado por el Real Decreto 630/2013, de 2 de agosto, estando prohibida en Canarias su introducción en el medio natural, posesión, transporte, tráfico y comercio.

## Nombre común
Se conoce con varios nombres, destacando "sándara, flor de espuma o espuma de mal".

## Galería

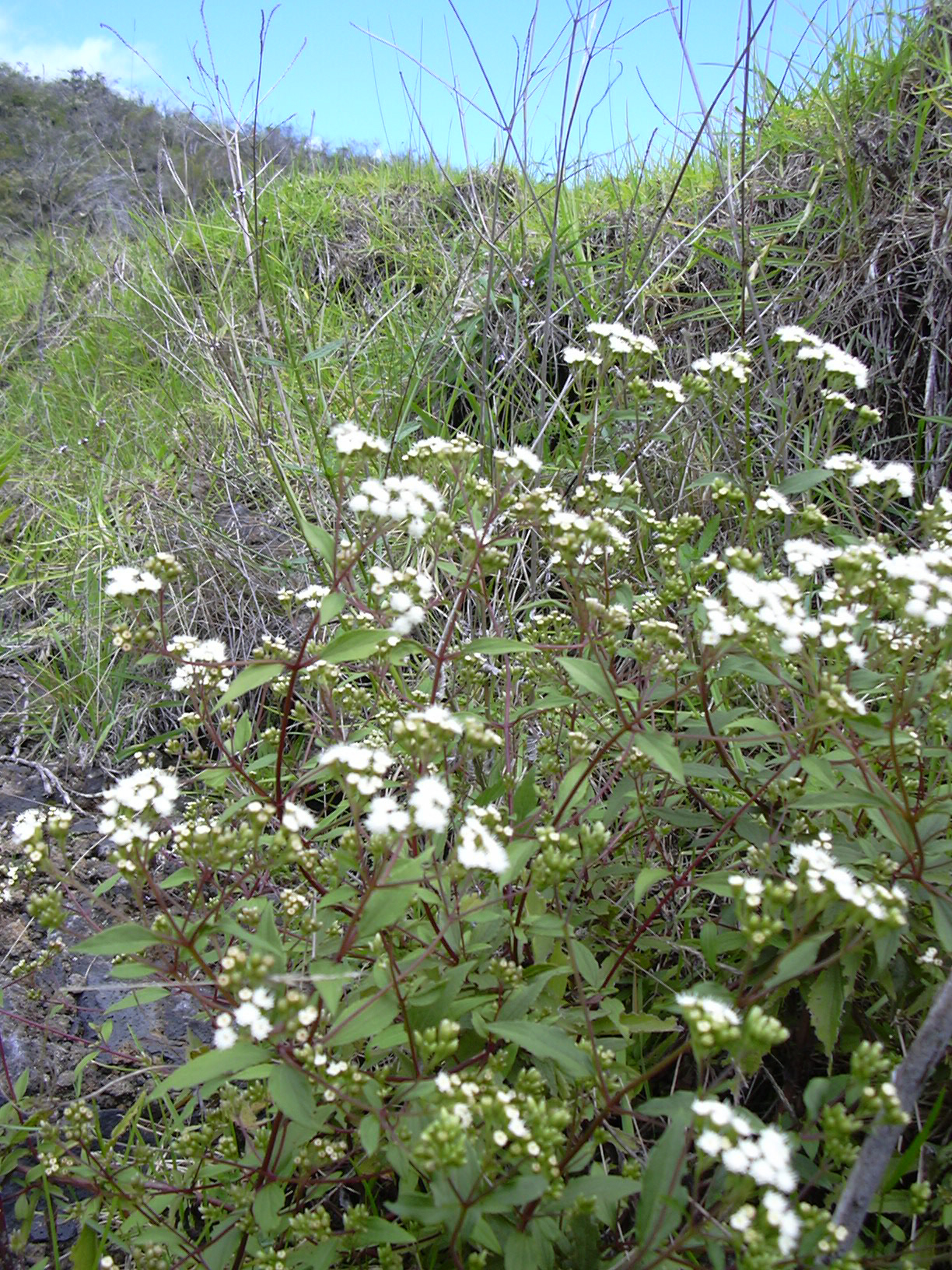
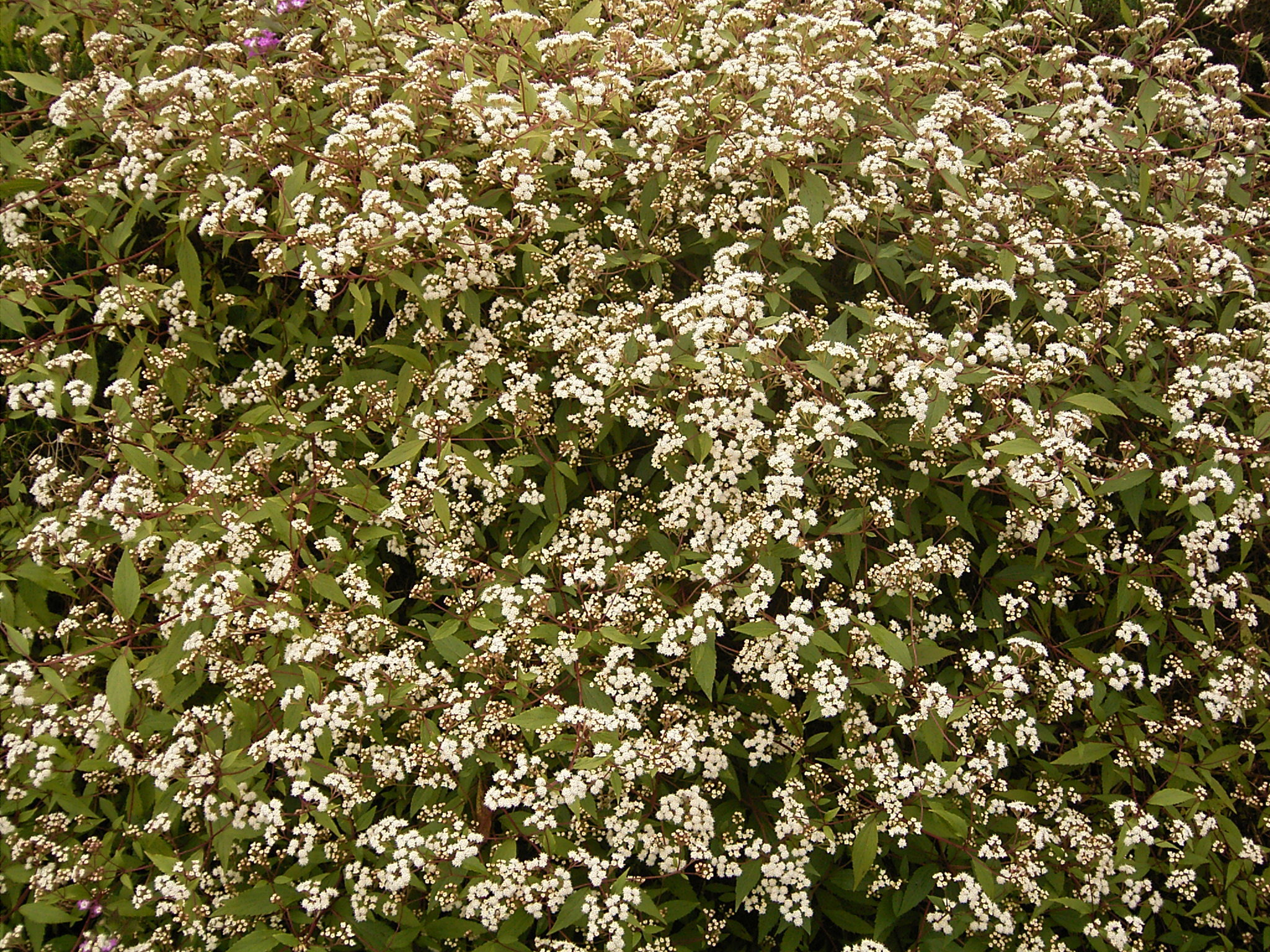
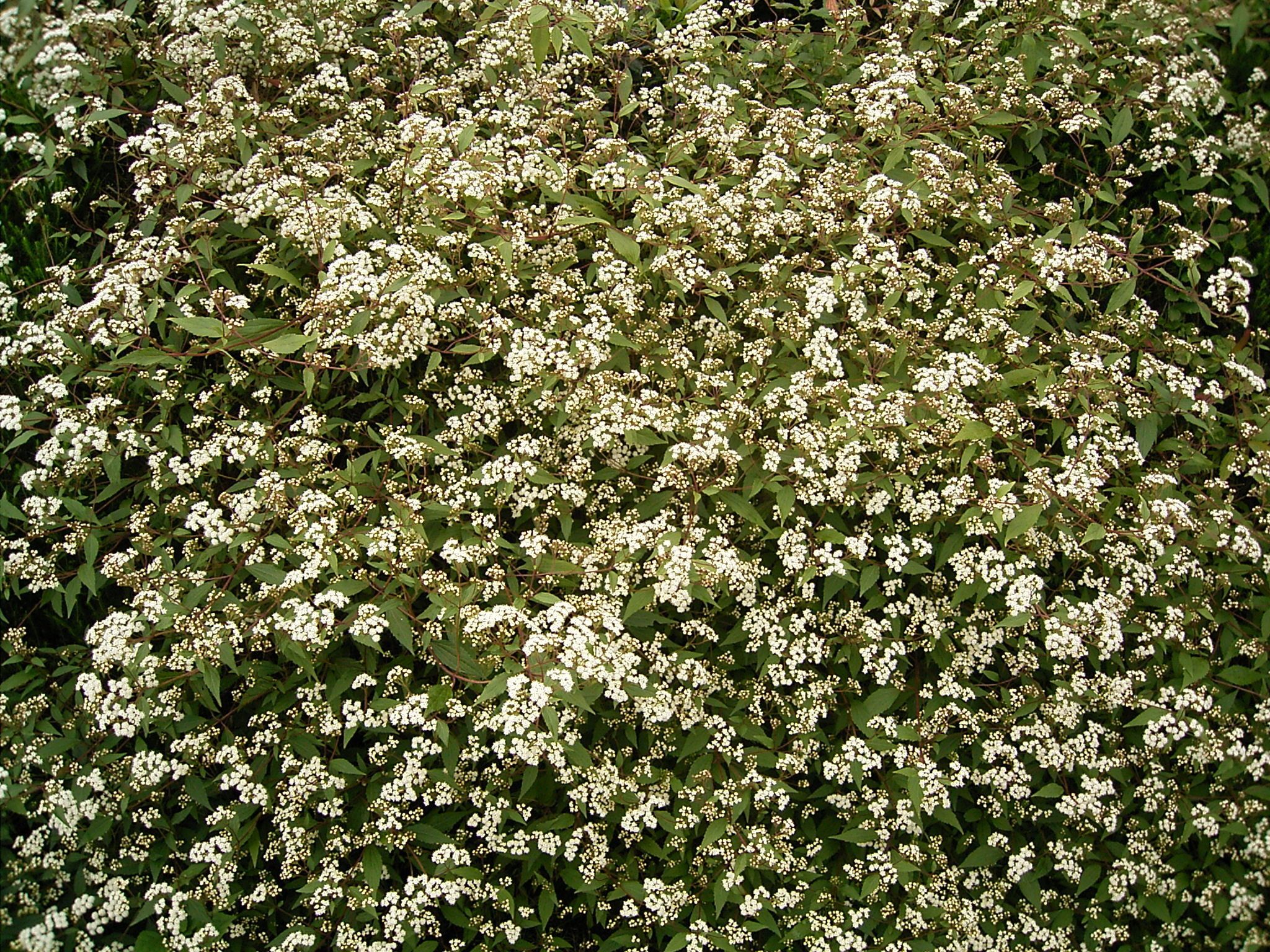
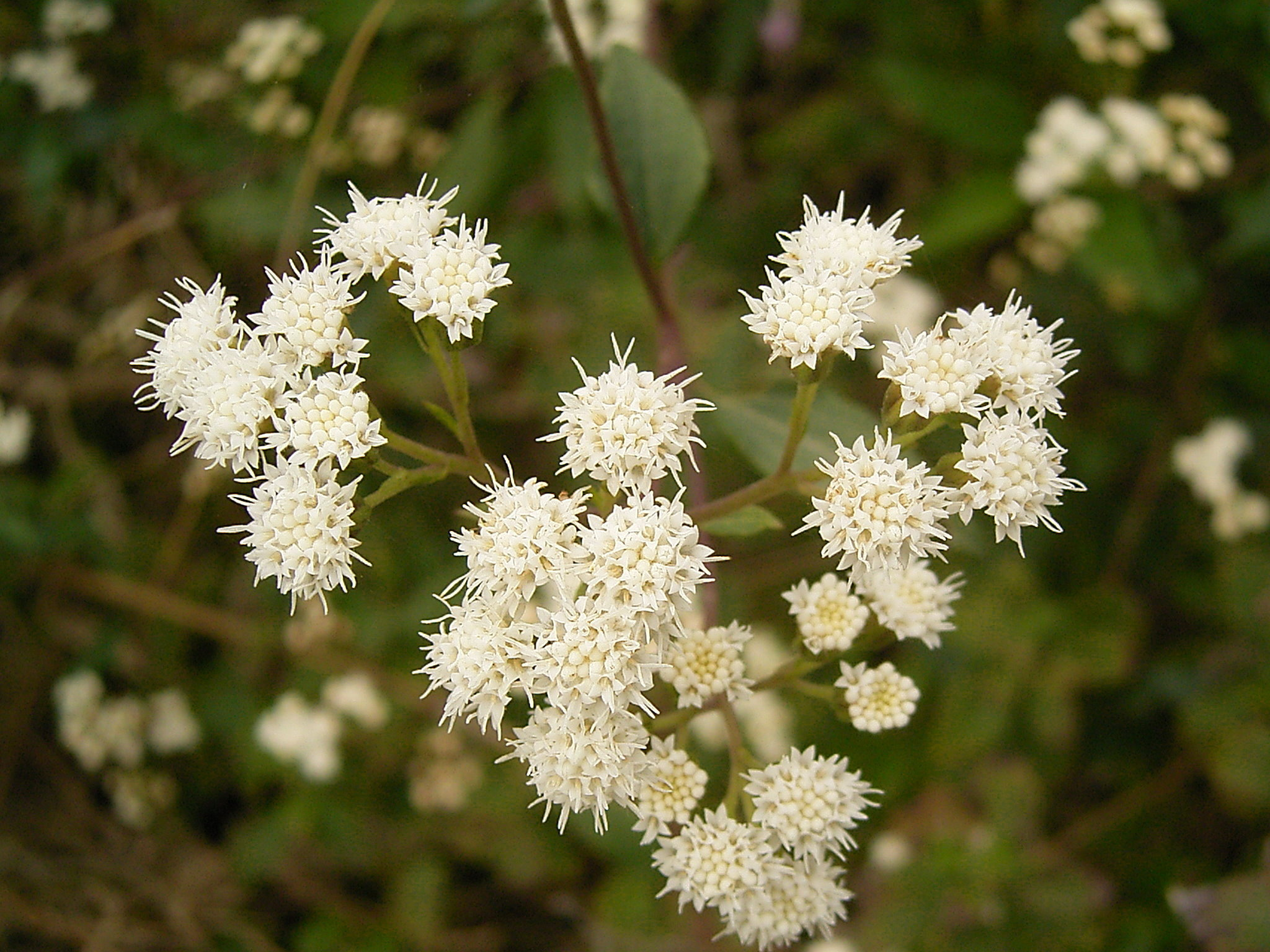
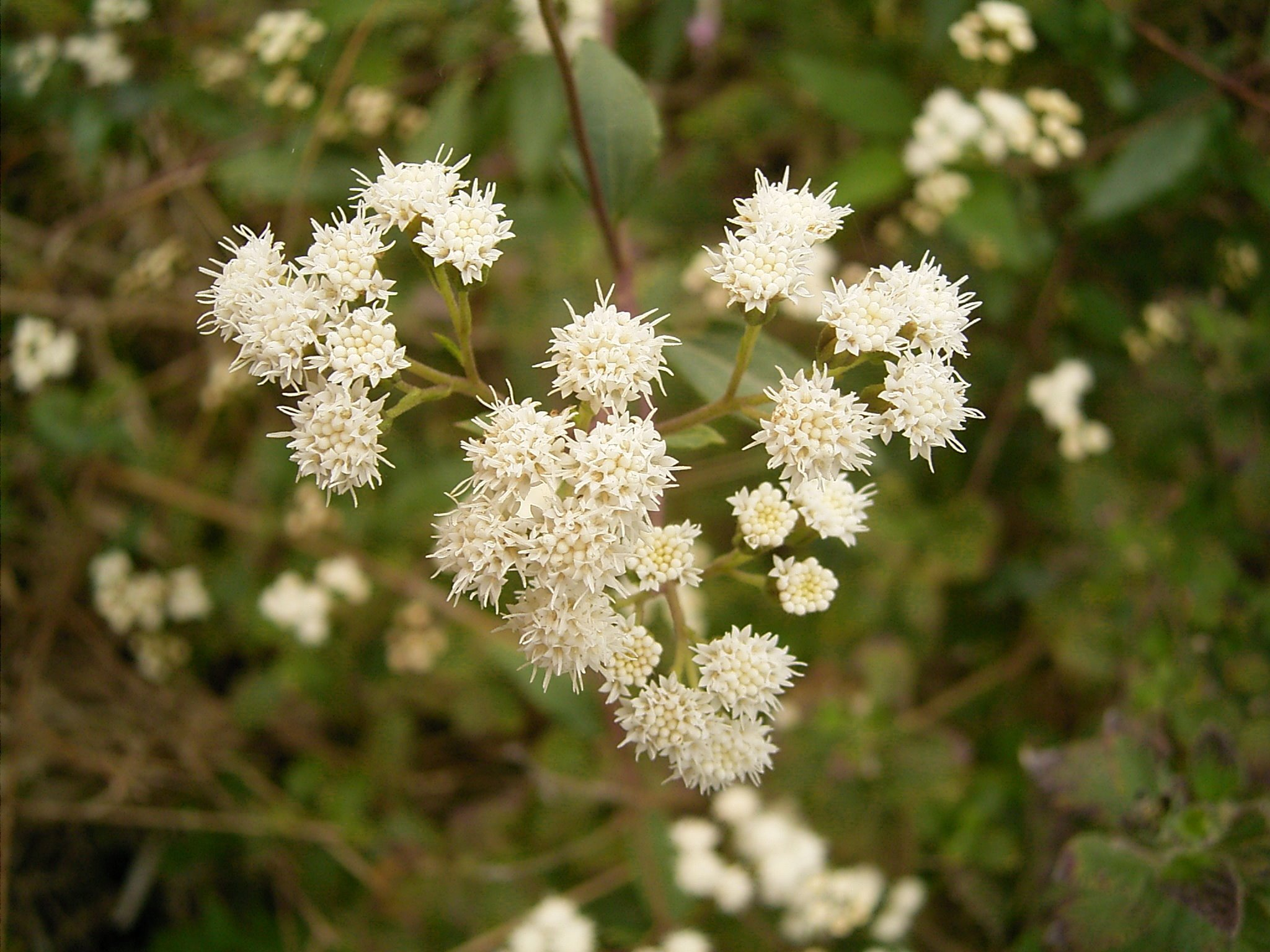
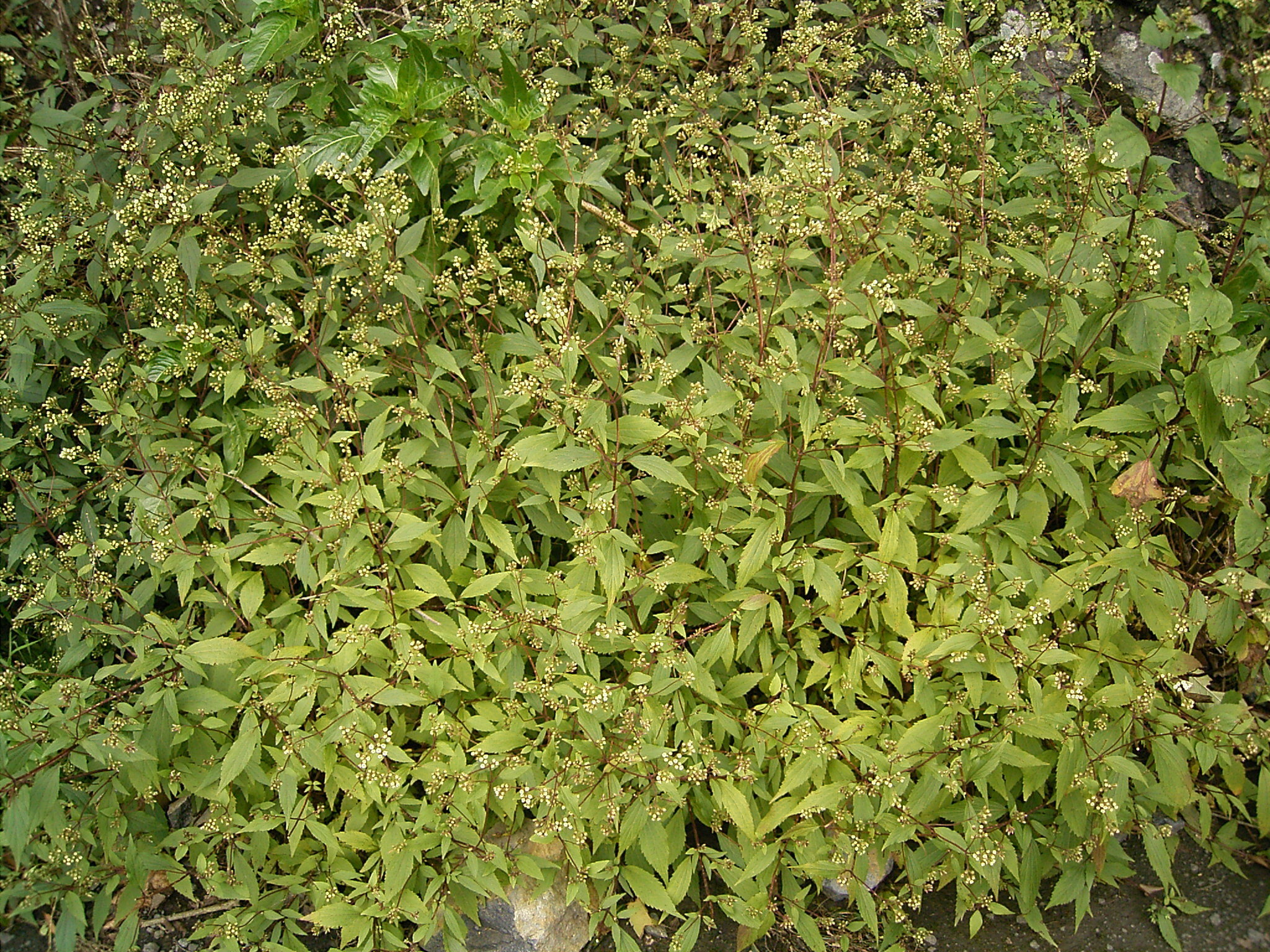
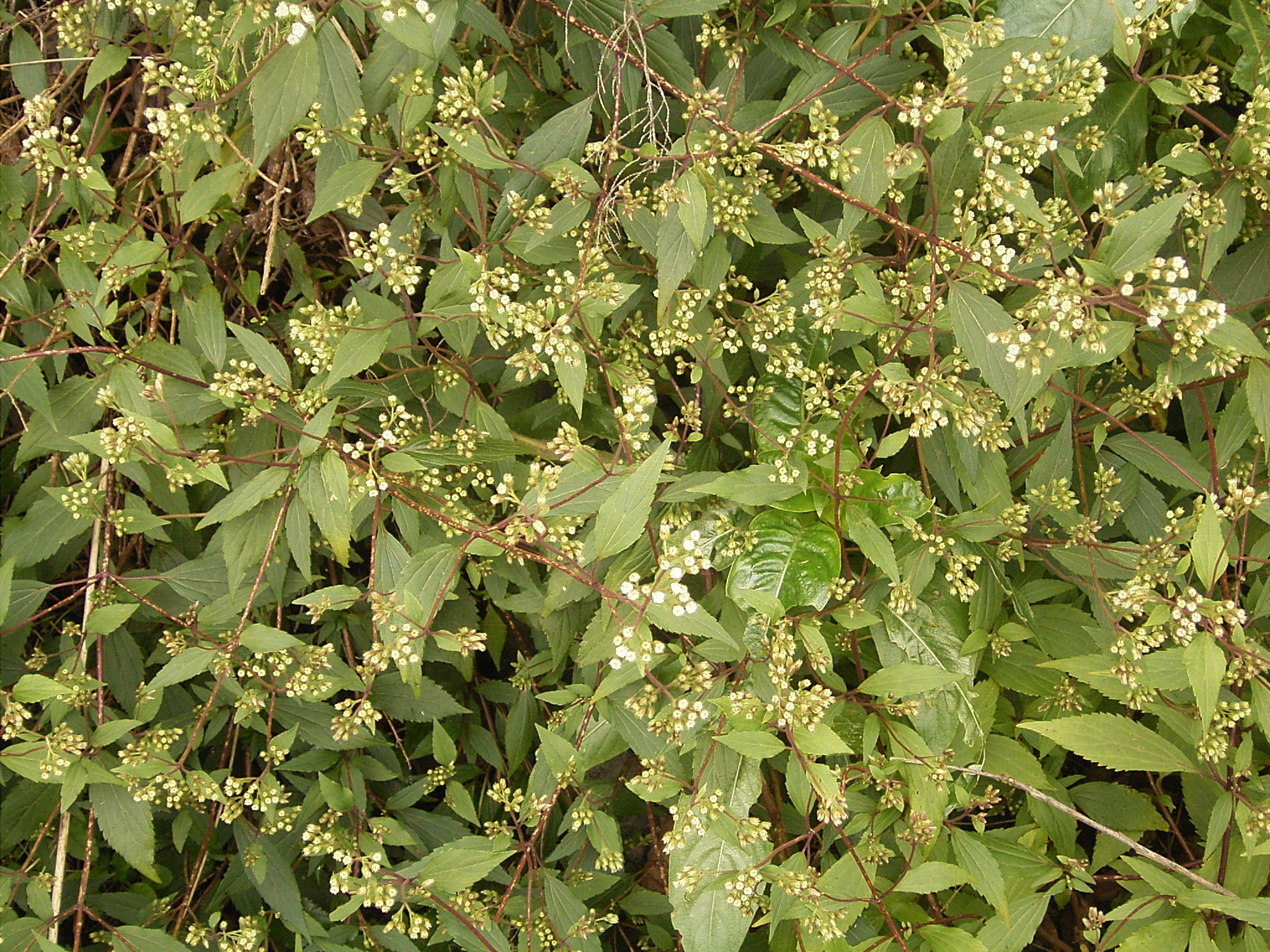
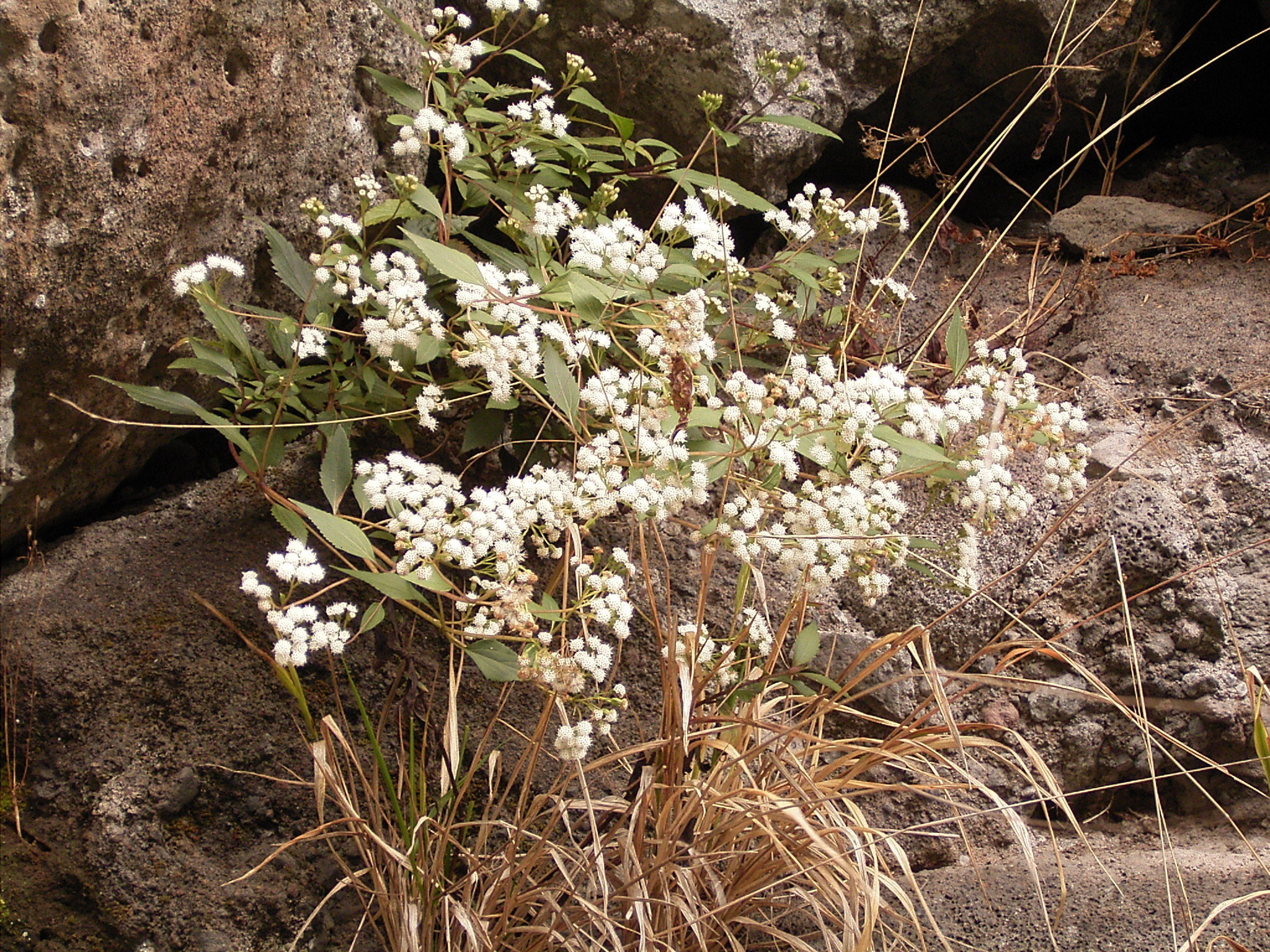